# Lene Lovich
Lene Lovich (Detroit, Michigan, 1949. március 30. –) amerikai énekesnő és színésznő. Eredeti neve: Lili-Marlene Premilovich. Az 1970-es évek második felében vált ismertté a brit new wave irányzat jegyében. Jellegzetes imázsához sajátos előadásmód társul. Legismertebb slágerei: Lucky Number; Bird Song; It’s You, Only You (Mein Schmerz).

## Pályafutása

### A kezdetek
Lovich édesapja szerb, édesanyja angol. Lene-nek még három testvére van. Az édesapa egészségi állapota miatt a család az angliai Hullba költözött, amikor Lene 13 éves volt. A kamaszlány az új hazájában megismerkedett Les Chappell szövegíró-gitárossal, aki aztán állandó munkatársa, a magánéletben pedig az élettársa lett. A pár 1968 őszén Londonba ment, hogy egy művészeti főiskolán tanuljanak. Ekkor alakult ki Lene jellegzetes hajviselete, a fonatokba kötött frizura, amely zenei karrierje során imázsának egyik meghatározó eleme lett, ám eredeti funkciója az volt, hogy megakadályozza, hogy szoborkészítés közben agyag tapadjon a hajszálai közé.
1968 és 1978 között Lene különféle művészeti iskolák hallgatója volt, utcai énekesként ténykedett, és különféle kabarékban lépett fel mint „keleti” táncosnő. Elutazott Spanyolországba, ahol felkereste otthonában a világhírű festőművészt, Salvador Dalít. Londonba való visszaérkezése után akusztikus rockot adott elő, a Quintessence című show kórusában lépett fel a Royal Albert Hallban, katonát játszott Arthur Brown show-jában, és go-go táncosként lépett fel a Radio One Roadshow-val. Egy nyugat-indiai soul együttessel Olaszországban turnézott, továbbá szaxofonon játszott a Bob Flag's Balloon and Banana Bandnek, illetve a The Sensation nevű női kabarétriónak. Egy különleges szakmában is kipróbálhatta magát: sikolyokat vettek fel vele különféle horrorfilmek számára. 1975-ben Lovich csatlakozott a The Diversion nevű funky együtteshez, amely öt kislemezt és egy albumot adott ki a Polydor Recordsnál, de egyik se lett sikeres. Szövegeket írt a francia diszkósztár, Cerrone számára, így például a Supernature-t, melyet később saját maga is lemezre vett. A Supernature Cerrone egyik legnagyobb slágere lett, szürreális szövege Lovichnak az állatok védelme iránti érdeklődését tükrözi.

### Az áttörés
1978-ban Lene demófelvételen dolgozta fel a Tommy James and the Shondells I Think We're Alone Now című slágerét. Charlie Gillett DJ és dalszerző megmutatta a felvételt a Stiff Records főnökének, Dave Robinsonnak. A férfi hajlandó volt kislemezen kiadni a dalt, ám ehhez Lovichnak és Chappellnek sürgősen egy másik dalt kellett komponálnia a „B” oldalra. Így született meg a Lucky Number című felvétel, Lovich első nagy slágere. Robinson lemezszerződést ajánlott az énekesnőnek, sőt felkérte, hogy vegyen részt a Be Stiff Route 78 elnevezésű turnén, mely a cég új sztárjait mutatta be élőben a közönségnek. Lene gyors tempóban énekelte fel első szólóalbuma, a Stateless (1978) dalait, melyek közül a már említett Lucky Number mellett a Say When keltette a legnagyobb figyelmet. Az album dalaiban Lene sajátos előadói stílusa keveredett a divatos punk és a new wave stíluselemeivel. 1979-ben került az üzletekbe a Flex című nagylemeze, melyről a Bird Song című dal még a diszkókban is sikeres volt. 1980-ban koncertlemeze jelent meg, 1981-ben pedig egy EP-je, a New Toy, melynek elkészítésében kísérőzenekara egyik tagja, a később szólistaként ismertté vált Thomas Dolby is részt vett. 1982-ben vehették kezükbe a vásárlók Lovich No Man’s Land című LP-jét, amely talán legkiforrottabb anyaga volt, mégsem lett igazán sikeres. Eredetileg a Stiff Records ki sem akarta adni, és csak azért gondolták meg magukat, mert siker lett a Lovich, Les Chappel és Chris Judge Smith által komponált Mata Hari című zenés darab, amelyet 1982. október-novemberében adtak elő a londoni Lyric Hammersmithben.

### Túl a csúcson
A Stiff-fel azonban nem volt egyszerű dolog szerződést bontani, ezért Lovichnak 8 évig nem jelent meg újabb stúdióalbuma. Ez idő alatt Thomas Dolby és George Clinton társaságában részt vett a Dolby’s Cube nevű formációban, illetve közreműködött a The Residents Picnic Boy című felvételén. 1988-ban közös dalt készített régi barátnőjével, Nina Hagen német punkkirálynővel Don’t Kill the Animals címmel. Lene és Nina 1979-ben együtt szerepeltek a Cha-Cha című filmben, sőt Hagen akkoriban német nyelven lemezre énekelte Lovich Lucky Number című slágerét is: Wir leben immer noch. Itt érdemes megjegyezni, hogy állítólag először Lovichnak ajánlották fel az Üvegtörők (1980) című zenés film női főszerepét, de ő elutasította a felkérést. A szerepet végül egy hozzá hasonló stílusú énekesnő, Hazel O’Connor kapta, akivel egyébként Lovich összebarátkozott. Lene 1989-ben vette fel a March című album anyagát, ám a lemez csak egy évvel később jelent meg, miután a róla kimásolt Wonderland című kislemez Amerikában sikeres lett.
Az évtizedek múlása nem sok változást hozott Lene Lovich zenei világába: nagyjából ugyanazt a stílust képviseli, mint pályája elején, és legfőbb munkatársa továbbra is Les Chappell. Az énekesnő 2005-ben közreműködött a Hawkwind Take Me to Your Leader című CD-jén, sőt élőben is fellépett a csapattal. Ugyanebben az évben, szeptember 13-án korlátozott példányszámban adták ki Lovich új stúdióalbumát, amely a Shadows and Dust címet kapta. Kiadó: a Stereo Society. 2006-ban Lovich a Drop Dead Festivalon saját együttesével lépett színpadra. Ebben az esztendőben Lene és Chappell mint társproducerek vettek részt a Lucky Number új verziójának elkészítésében, mely a londoni Eastroad együttes nevéhez fűződik. A feldolgozás fogadtatása kedvező volt, azóta is szerepel az Eastroad repertoárján. 2007-ben megjelent Lovich első DVD-je, mely a híres New York-i Studio 54 diszkóban 1981-ben adott koncertjét tartalmazza.

## Ismertebb lemezei
(Jelmagyarázat: UK = Anglia, DE = Németország, AT = Ausztria)

### Kislemezek, maxik[1]
| Év   | Cím | Slágerlista-helyezés | Slágerlista-helyezés | Slágerlista-helyezés | Album            |
| Év   | Cím | UK                   | DE                   | AT                   | Album            |
| ---- | --- | -------------------- | -------------------- | -------------------- | ---------------- |
| 1978 | I Think We're Alone Now / Lucky Number                                                                  | –                    | –                    | –                    | Stateless        |
| 1979 | Lucky Number / I Think We’re Alone Now / Home                                                           | 3                    | –                    | 18                   | Stateless        |
| 1979 | Say When / One Lonely Heart / Big Bird                                                                  | 19                   | –                    | –                    | Stateless        |
| 1979 | Bird Song / Trixi                                                                                       | 39                   | 44                   | –                    | Flex             |
| 1980 | What Will I Do Without You / Joan / Monkey Talk / The Night / Too Tender (To Touch) / You Can’t Kill Me | 58                   | –                    | –                    | Flex             |
| 1980 | Angels / The Fly                                                                                        | –                    | –                    | –                    | Flex             |
| 1980 | The Night / Monkey Talk (Live)                                                                          | –                    | –                    | –                    | Flex             |
| 1981 | New Toy / Cats Away                                                                                     | 53                   | –                    | –                    | No Man's Land    |
| 1982 | It's You, Only You (Mein Schmerz) / Blue                                                                | 68                   | –                    | –                    | No Man's Land    |
| 1982 | Blue Hotel / Details                                                                                    | –                    | –                    | –                    | No Man's Land    |
| 1986 | Don't Kill the Animals (feat. Nina Hagen) / Supernature                                                 | –                    | –                    | –                    | –                |
| 1989 | Wonderland                                                                                              | –                    | –                    | –                    | March            |
| 1999 | Shapeshifter feat. Comical Brothers                                                                     | –                    | –                    | –                    | Shadows and Dust |

### Albumok
- 1978 Stateless #35 UK
- 1979 Flex #19 UK, #39 DE
- 1980 1980 Global Assault – Recorded Live In London And Boston (promóciós lemez)
- 1982 No Man's Land
- 1989 March
- 2005 Shadows and Dust (2005)

### Válogatások
- 1982 Hotel Blue (Olaszország)
- 1990 The Stiff Years Volume 1
- 1990 The Stiff Years Volume 2
- 1997 The Best Of Lene Lovich
- 1997 The Very Best Of
- 2004 Lucky Number – The Best Of

### DVD
- 2007 Lene Lovich: Live from New York